# Municipio de Snow
El municipio de Snow (en inglés, Snow Township) es un municipio del condado de McLean, Dakota del Norte, Estados Unidos. Tiene una población estimada, a mediados de 2021, de 143 habitantes.

## Geografía
Está ubicado en las coordenadas 47°37′44″N 101°14′53″O / 47.62889, -101.24806 (47.628779, -101.247978). Según la Oficina del Censo de los Estados Unidos, tiene una superficie total de 91.64 km², de la cual 54.84 km² corresponden a tierra firme y 36.80 km² son agua.

## Demografía
Según el censo de 2020, en ese momento había 114 personas residiendo en la zona. La densidad de población era de 2.08 hab./km². El 99.12 % de los habitantes eran blancos y el 0.88% era amerindio. No había hispanos o latinos viviendo en la región.